# Blutgericht von Verden
Als Blutgericht von Verden, auch Verdener Blutgericht oder Blutbad von Verden, wird die Hinrichtung von 4500 Sachsen bei Verden an der Aller auf Befehl Karls des Großen im Jahre 782 bezeichnet.

## Überlieferung
Die einzige Überlieferung dieses Massakers sind die Reichsannalen.
Im Verlauf der Sachsenkriege besiegten die Sachsen im Jahre 782 nach einer neuerlichen Erhebung ein fränkisches Heer in der Süntelschlacht. Daraufhin begab sich Karl der Große wiederum nach Sachsen und versammelte die sächsischen Großen an der Mündung der Aller in die Weser. Die dort, bei Verden, versammelten Sachsen benannten Widukind als den Urheber des Aufstands. Karl forderte die Auslieferung der Rädelsführer und ließ diese an einem Tag hinrichten.

“usque ad quattuor milia D traditi et super Alaram fluvium in loco, qui Ferdun vocatur, iussu regis omnes una die decollati sunt.”

„bis zu viertausend wurden ausgeliefert, und alle wurden an einem Tag auf Befehl des Königs am Fluss Aller an einem Ort namens Verden enthauptet.“

Zudem hätten die Sachsen die Rädelsführer „zur Hinrichtung ausgeliefert, 4500; was auch so geschehen ist“ (“ad occidendum, quatuor milia quingentas; quod ita et factum est”).

## Forschungsgeschichte
Seit Wilhelm von Bippen 1889 die Darstellung der Reichsannalen anzweifelte, ist sie umstritten.

### Nationalsozialismus
Polemik gegen den als „Sachsenschlächter“ gezeichneten Karl den Großen gehörte zum Gemeingut völkisch-nationaler deutscher Publizistik der Zwischenkriegszeit, die ein antifranzösisches und antikatholisches Geschichtsbild vertrat und den im Katholizismus zum Glaubenszeugen verklärten Karl als „undeutsch“ ablehnte. Dies verbanden insbesondere Alfred Rosenberg und andere das Christentum ablehnende NS-Ideologen mit dem am „nordischen Menschen“ orientierten Rassenideal des Nationalsozialismus. Unmittelbar von Rosenbergs Schriften angeregt, wurde 1934 ein nationalsozialistischer „Niedersachsentag“ in Verden veranstaltet. Die ideologische Absicht bestand darin, das Blutgericht als Höhepunkt der Verbrechen des Franken Karl zu deuten und seinen Widersacher Widukind und mit ihm die „nordischen“ Sachsen zu urdeutschen Märtyrern zu stilisieren.
Auch für den Kampf gegen die römisch-katholische Kirche wurde die Diskreditierung Karls eingesetzt. So untersagten die Nationalsozialisten die Verehrung Karls des Großen im Bistum Aachen, wo er im Diözesankalender als Heiliger geführt werden durfte, und Hitlerjugend störte im Januar 1934 die Feier des Karlsjubiläums im Aachener Dom. Nach einem Eklat um ein von einem Anhänger der Ludendorff-Bewegung geschriebenes Widukind-Drama, das Anfang 1935 mit ausdrücklicher Billigung von Propagandaminister Joseph Goebbels im Theater Hagen aufgeführt worden war, entstand eine intensive öffentliche Debatte, die zur Umkehrung des herrschenden Diskurses der NS-Propaganda führte. Historiker wie Hermann Oncken wiesen die propagandistische Darstellung der Hinrichtungen als Höhepunkt der vermeintlich gewaltsamen Missionierung der alten Sachsen zurück, betonten stattdessen „den ausgesprochen politischen Charakter der Maßregeln Karls“ und sprachen von der Unterwerfung der Sachsen als notwendiger Vorbedingung für die spätere „Kolonisation des slawischen Raumes jenseits der Elbe“. Dieser schönfärberischen Deutung der Hinrichtungen zu widersprechen, war nun kaum noch möglich, weil sie dem bereits seit Ausgang des 19. Jahrhunderts propagierten Drang nach Osten entsprach und auch Hitler eine Ausdehnung des deutschen Siedlungsraums nach Osten angekündigt hatte.
Eine wichtige Rolle in dieser Debatte spielte das von acht namhaften Historikern verfasste Buch Karl der Große oder Charlemagne?, das sich mit den Hinrichtungen im Spiegel des deutsch-französischen Gegensatzes befasste und Karl „als Gesamtpersönlichkeit von germanisch-deutscher Art und Abstammung“ würdigte, um ihn für Deutschland zu vereinnahmen. Der Theologe und Kirchenhistoriker Karl Bauer verteidigte Karl 1937 in seiner Schrift Die Quellen für das sogenannte Blutbad von Verden. Er sah in den zeitgenössischen Quellen einen Abschreibfehler – statt decollati („enthauptet“) müsse es delocati heißen, die Opfer seien also „umgesiedelt“ worden. Ein Massaker habe es niemals gegeben. Auch der liberale pazifistische Historiker Ludwig Quidde lehnte in seinem Genfer Exil – gestützt auf von Bippen und Heinrich Ulmann – die Vorstellung einer Hinrichtung von 4500 Sachsen ab: „Karl der Große ist nicht der Massenmörder, der Sachsenschlächter der Ueberlieferung.“

### Moderne Forschung
Auch heute noch sind sich Historiker uneinig, wie viele Sachsen getötet wurden. Für einen einzigen Tag wird die genannte Zahl als sehr hoch angesehen. Allerdings sind vergleichbare Massenhinrichtungen durchaus belegt, etwa an den Dänen in England 1002 beim St.-Brice’s-Day-Massaker oder den 2700 muslimischen Gefangenen bei der Belagerung von Akkon (1189–1191).
Dieter Hägermann nahm an, dass nur wenige Dutzend Sachsen von Karl dem Großen hingerichtet worden seien. Wilhelm Kohl, ehemaliger Leiter des Staatsarchivs Münster, nahm eine Mittelposition ein, indem er 400–500 Enthauptete vermutet. Dagegen verteidigte 1997 Ernst Schubert im Lexikon des Mittelalters die Berichte der Quellen gegen „abmildernde Spekulationen“.
Einige Historiker gehen von einer „aus Rache bzw. momentaner Verbitterung diktierten Strafaktion Karls des Großen“ aus, „die aber kaum 4500 Sachsen betraf.“

„Mehr als ein Historiker hat den Versuch unternommen, die Verantwortung Karls für das Massaker herunterzuspielen. […] Doch kein einziger Versuch erscheint glaubwürdig.“